# Левитес, Ирина
Ирина Левитес (литературный псевдоним Ирины Даниэлевны Остапенко, в девичестве Салтановой; род. 17 октября 1955, Киев) — русская писательница, автор научных трудов в области сестринского дела и методики его преподавания.

## Биография
Родилась на Подоле в Киеве, училась в средней школе № 100 там же; в 1970 году переехала на Сахалин, где служил её отец Даниэль Григорьевич Салтанов. Мать — Нина Борисовна Салтанова (урождённая Левитес), геофизик. Окончила филиал Александровск-Сахалинского медицинского училища в Южно-Сахалинске (1979). Живёт в Южно-Сахалинске. Работая медсестрой, окончила биолого-химический факультет Уссурийского педагогического института (1985). Преподавала медицинскую генетику, микробиологию и сестринское дело в Сахалинском базовом медицинском колледже (1980—2003), одновременно работала корректором в издательстве Сахалинского государственного университета. Редактор журнала «Сахалинское образование — XXI век».
Дебютировала рассказами в 2006 году, в качестве литературного псевдонима использует девичью фамилию матери. Научные работы публиковала в журналах «Тихоокеанский медицинский журнал», «Сестринское дело», «Медицинская сестра», «Специалист», «Среднее специальное образование»; филологические и художественные произведения — в журналах «Печатный двор», «Филологический журнал», «День и Ночь» (Красноярск), «Дальний Восток» (Хабаровск), «Знамя»,  а также в литературно-художественных сборниках «Сахалин», «Современная проза Сахалина», в «Литературной газете». Лауреат премии журнала «Дальний Восток» в номинации «Проза» (2011).
Лауреат премии губернатора Сахалинской области (2009). Финалист премии И. П. Белкина (сборник автобиографических рассказов «Боричев Ток, 10», шорт-лист, 2009). Член Союза писателей России (2008).
Автор двух романов, сборников рассказов и малой прозы «Боричев Ток, 10» (Сахалинское книжное издательство, 2009 и М.: Текст, 2011), «Мама, папа и китайцы» (Южно-Сахалинск: ИРОСО, 2012), «Охота на солнечных зайчиков» (Южно-Сахалинск: ИРОСО, 2011 и Лукоморье, 2014), «Новый адрес» (Южно-Сахалинск: Лукоморье, 2011), «Переходный возраст» (Сахалинское книжное издательство, 2009), «Аня» (Сахалинское книжное издательство, 2009), «Зал потерянных шагов» (Сахалинское книжное издательство, 2008), «Круглая земля» (СахГУ, 2008), «Созвездие Близнецов, или Ура, товарищи»! (СахГУ, 2007), «Отпусти народ мой» (СахГУ, 2007), «Законы наследственности» (СахГУ, 2007). Соавтор учебника «Микробиология» (с М. А. Сидоренко, Сахалинский государственный университет, 2009. — 259 с.).
Брат — актёр Валерий Даниэлевич Салтанов.